# Klaus Nürnberger (Theologe)
Klaus Nürnberger (* 28. Januar 1933 in Swakopmund, Südwestafrika; † 27. Juni 2022 in Pretoria, Südafrika) war ein deutsch-südafrikanischer Theologe, Missionar der Berliner Missionsgesellschaft und Verfasser zahlreicher theologischer und sozialanalytischer Werke in deutscher und englischer Sprache sowie Afrikaans.

## Jugend und Ausbildung
Nürnberger wurde am 28. Januar 1933 in Swakopmund in Südwestafrika als Sohn eines Farmersehepaars geboren. Ein Bild seiner Eltern zeichnete Nürnberger anhand ihrer Briefe in seinem Buch Farm Frankenhof und Deutsches Reich. Nach seiner Schulausbildung studierte er Land- und Volkswirtschaft an der Universität von Pretoria mit dem Abschluss eines Bachelor of Science (Agric) und arbeitete als Diplomlandwirt in der südafrikanischen Regierung. Am 8. April 1958 heiratete er Margarete (Maxi) Sieburg, Reisesekretärin des christlichen Studentenvereins. Die Trauung in der deutschen Petrusgemeinde in Pretoria vollzog Pastor Hellmut Lehmann, späterer Missionsinspektor der Berliner Missionsgesellschaft in Berlin (West). Nach der Heirat zog das Ehepaar 1958 nach Deutschland, wo Klaus Nürnberger das Studium der evangelischen Theologie in Hamburg, Münster, Göttingen und Tübingen aufnahm. Den Lebensunterhalt brachte seine Frau Maxi mit ihrer Tätigkeit als Lehrerin auf. Sein Vikariat absolvierte er in der Evangelischen Kirche von Westfalen. 1967 promovierte Nürnberger mit einer Dissertation über Glaube und Religion bei Karl Barth an der Philipps-Universität Marburg bei Carl Heinz Ratschow. Im gleichen Jahr trat er in den Dienst der Berliner Missionsgesellschaft und wurde am 17. September 1967 in der Christuskirche in Herford als Missionar nach Südafrika ausgesandt.

## Missionar der Berliner Missionsgesellschaft
In Südafrika widmete sich Nürnberger zuerst dem Studium der Bantusprache Sepedi in Pietersburg und wurde am 3. Dezember 1967 in Pretoria durch Bischof Paul Gerhard Pakendorf im Auftrag der Kirchenleitung von Westfalen in der deutschen Petruskirche in Pretoria ordiniert. Als Missionar wurde auf der Missionsstation Blauberg in Transvaal und in schwarzen Townships im Großraum Johannesburg eingesetzt. Ab 1971 wirkte Nürnberger als Dozent und Professor für Systematische Theologie am Lutheran Theological College, Mapumulo in Natal. Von 1976 bis 1979 leitete er zusätzlich das Missiological Institute am selben Ort. 1978 wurde ihm sein zweiter Doktortitel im Fach Theologische Ethik von der Universität von Südafrika verliehen.

## Weitere akademische Tätigkeiten
1980 verließ Nürnberger die Dienste der Berliner Mission und folgte einem Ruf als Professor für theologische Ethik an die Universität von Südafrika nach Pretoria. 1989 wechselte er als Professor für Systematische Theologie und Theologische Ethik an die Universität von KwaZulu-Natal in Pietermaritzburg. Nach seiner Emeritierung 1998 wirkte er dort weitere drei Jahre als „Senior Research Associate“. In dieser Zeit leitete er ein Komitee zweier südafrikanischer lutherischer Kirchen und des Lutherischen Weltbundes zur Gründung des Lutheran Theological Institute (LTI), in dem die zu Zeiten der Apartheid nach Rassen getrennten Ausbildungen lutherischer Theologen aus Umpumulo und Pietermaritzburg 2003 zusammengeführt wurden.
Darüber hinaus wirkte Nürnberger 1974/1975 als Gastdozent an der Kirchlichen Hochschule Berlin, 1981 an der Universität São Leopoldo, Brasilien, 1982 an der Ruhr-Universität Bochum sowie 1991 in Chicago, USA. Einen Ruf auf den Lehrstuhl für Systematische Theologie und Theologische Ethik an der Ruhr-Universität Bochum lehnte er ab, um seine Arbeit in Südafrika fortzusetzen.
Nach dem Tod seiner Ehefrau lebte Klaus Nürnberger in einer Senioreneinrichtung in Pretoria. Er verstarb dort im Alter von 89 Jahren.

## Veröffentlichungen
Neben zahlreichen Studienführern, Essays und Aufsätzen veröffentlichte Nürnberger die folgenden Bücher (Auswahl):
- Glaube und Religion bei Karl Barth. Marburg: Marburger Dissertation von 1967
- Sistematiese Teologie. Moravian Book Depot Genadendal 1975
- Die Relevanz des Wortes im Entwicklungprozess. Eine systematisch-theologische Besinnung zum Verhältnis zwischen Theologie und Entwicklungstheorie. Peter Lang Frankfurt/Bern 1982:
- Weiss auf Schwarz. Predigten im gesellschaftlichen Konflikt. Neukirchener Verlag Neukirchen 1982
- Ethik des Nord-Süd-Konflikts. Das globale Machtgefälle als theologisches Problem. Gütersloher Verlagshaus Gütersloh 1987
- Power and beliefs in South Africa. Economic potency structures in SA and their interaction with patterns of conviction in the light of a Christian ethic. Unisa Pretoria 1988.
- Beyond Marx and market: Outcomes of a century of economic experimentation. Zed Books London/Cluster Publications Pietermaritzburg 1998
- Prosperity, poverty and pollution: Managing the approaching crisis. London: Zed Books/Cluster Publications Pietermaritzburg 1999
- Theology of the Biblical Witness: An evolutionary approach. LIT-Verlag Műnster 2002
- Zuspruch des Seinsrechts: Verstellt die Lehre die Sache? LIT-Verlag Műnster 2003
- Biblical Theology in outline: The vitality of the Word of God. Cluster Publications Pietermaritzburg 2004
- Martin Luther's message for us today: A perspective from the South. Cluster Publications Pietermaritzburg 2005
- The living dead and the living God: Christ and the ancestors in a changing Africa. Cluster Publications Pietermaritzburg 2007
- Die Bybel: verantwoordelik lees is krities lees. Lux Verbi Wellington2009.
- Richard Dawkins’ God Delusion: A repentant refutation. London: Xlibris Corporatio. Cluster Publications. Pietermaritzburg 2010
- Regaining sanity for the earth: Why science needs ‘best faith’ to be responsible, why faith needs ‘best science’ to be credible. London: Xlibris Corporation / Cluster Publications. Pietermaritzburg 2011
- Informed by science, involved by Christ: How science can update, enrich and empower the Christian faith. London: Xlibris Corporation / Cluster Publications Pietermaritzburg 2013.
- Faith in Christ: Invitation to Systematic Theology. Volume I: Life in the presence of God. London: Xlibris Corporation / Cluster Publications Pietermaritzburg 2016.
- Faith in Christ: Invitation to Systematic Theology. Volume II: Involved in God’s project. London: Xlibris Corporation / Cluster Publications Pietermaritzburg 2016
- Speaking in the Name of God: A manual for Preachers. London: Xlibris / : Cluster Publications. Pietermaritzburg 2019